# Roadie (1980)
Roadie ist eine Musikkomödie von 1980, in deren Hauptrolle Meat Loaf einen Hinterwäldler spielt, der aus Liebe zu einem (Möchtegern-)Groupie zum erfindungsreichen Roadie wird. Dabei haben viele Musiker verschiedener Genres Gastauftritte gegeben, darunter Alice Cooper, Blondie, Roy Orbison, Hank Williams Jr.

## Handlung
Travis ist ein texanischer Hinterwäldler und liebenswerter Bierlasterfahrer. Als er auf Tour ein stehengebliebenes Wohnmobil erblickt, entdeckt er die junge Frau Lola, in die er sich augenblicklich verknallt. Mit einer Nagelfeile bringt er den Wagen wieder auf Vordermann und wird sofort als Fahrer engagiert. Am Zielort angekommen sollen die Roadies in kürzester Zeit die Bühne für Hank Williams, Jr. aufbauen. Mit Muskelkraft ermöglicht das Travis in nur kurzer Zeit und hat die Aufmerksamkeit des Musikmanagers Mohammed Johnson. Nach einer Kneipenschlägerei wird Travis als Fahrer engagiert und lässt sich zielsicher in den Frachtraum eines Flugzeugs lotsen. Benommen wacht er in Los Angeles auf. Hier kommt ihm unabsichtlich jede Menge Drogen in einem Waschsalon abhanden. Als die Musiker deswegen streiken, bringt er sie lauthals unter Drohungen auf die Bühne. Als er selbst noch eine kleine Gesangsdarbietung gibt, kommt es zu einem Erdbeben.
Bei einem Open-Air-Konzert der Gruppe Blondie wird der Strom abgestellt. Mit Hilfe einer selbstgebauten Apparatur kann Travis das Event retten. Er trifft sich hinterher mit der Sängerin Debbie Harry, wo auch die eifersüchtige Lola wieder auftaucht. Bei einem Streit demolieren sie den halben Club. Travis bringt sie nach New York City, damit sie hier ihren Traum verwirklichen kann, von Alice Cooper entjungfert zu werden. Travis wird dort als berühmtester Roadie empfangen und auch für die Tournee eingeladen, er möchte jedoch der Hochzeit seiner Schwester beiwohnen. Unter großem Jubel wird er in Texas wieder empfangen. Schließlich erscheint dort später noch Lola, die beichtet, mit Alice Cooper nichts gehabt zu haben und nur noch an Travis denken könne.

## Soundtrack
Der Soundtrack wurde 1980 bei Warner Bros. Records als Doppelalbum verlegt und in Deutschland von der WEA Musik GmbH hergestellt.
Seite 1:1. Cheap Trick – Everything Works If You Let It, 2. Pat Benatar – You Better Run, 3. Joe Ely Band – Brainlock, 4. Alice Cooper – Road Rats
Seite 2: 1. Teddy Pendergrass – Can't We Try, 2. Eddie Rabbit – Drivin' My Life Away, 3. Stepen Bishop and Yvonne Elliman – Your Precious Love, 4. Jay Ferguson – A Man Needs A Woman
Seite 3: 1. Styx – Crystal Ball, 2. Sue Saad And The Next – Double Yellow Line, 3. Blondie – Ring Of Fire, 4. Alice Cooper – Pain
Seite 4: 1. Roy Orbison And Emmylou Harris – That Lovin' You Feelin' Again, 2. Jerry Lee Lewis – (Hot Damn) I'm A One Woman Man, 3. Hank Williams, Jr. – The American Way, 4. Asleep At The Wheel – Texas, Me And You
Die Balladenversion von „Everything Works If You let It“ ist auf dem Soundtrack nicht enthalten und wurde auch auf keinem Cheap Trick-Album veröffentlicht.

## Kritik und Rezeption
Lexikon des internationalen Films: „Dürftiger Film mit banaler Handlung, wenig zugkräftigen Musiknummern und kaum nennenswerten Gags.“